# Подойніцина Ірина Іванівна
Ірина Іванівна Подойніцина (рос. Ирина Ивановна Подойницына, якут. Ирина Ивановна Подойницына; 5 жовтня 1956, Якутськ) — доктор соціологічних наук, професор, член-кореспондент Академії політичних наук (Москва).

## Біографічні відомості
Народилась у м. Якутську. У 1979 році закінчила факультет журналістики Ленінградського державного університету імені Жданова. Як соціолог, досліджує народи Республіки Саха (Якутія).

## Праці
- «Этнокультурные стереотипы трудового поведения в сфере производства» (Новосибирск, 1995) - монография.
- «Общество открытых классов. Очерки о моделях социальной структуры» (Новосибирск, 1999) - монография.
- «Современное состояние общественных движений в некоторых административных центрах Канады и Республики Саха (Якутия)» - брошюра.

Ыстатыйалара
- «Особенности адаптации переселенцев из Крымской области в селах Якутии» (Сб.: «Межнациональные отношения в регионе»; в соавт. с Е.Е. Алексеевым. — Якутск, 1990).
- «Этнические особенности трудового поведения в условиях Севера» (Сб.: «Человек и Север. Исторический опыт, современное состояние, перспективы развития».— Ч. 2.— Якутск, 1993).
- «Этнокультурные особенности трудового поведения в сфере производства» (Сб.: «Национальная политика в регионе». — Якутск, 1993).
- «Модели социальной стратификации в меняющемся мире» (Сб: «Этносоциальное развитие Республики Саха (Якутия): потенциал, тенденции, перспективы».— Новосибирск, 2000).
- «Модели социальной стратификации: история и современность» (Сб.: «Проблемы теоретической социологии».— СПб., 2000).